# Staronakariakowo
Staronakariakowo (ros. Старонакаряково) – wieś (sieło) w Rosji, w Baszkortostanie, w rejonie miszkińskim. W 2010 liczyła 50 mieszkańców.